# Jasmine Thomas
Jasmine Loretta Thomas (ur. 30 września 1989 w Fairfax) – amerykańska koszykarka, występująca na pozycji rozgrywającej, obecnie zawodniczka Los Angeles Sparks w WNBA.
W 2007 została zaliczona do I składu 2007 All-America przez EA Sports, USA Today, Street & Smith’s i Parade, została także wybrana najlepszą zawodniczką szkół średnich stanu Wirginia (Gatorade State Player of the Year, AP State Player of the Year, D.C. All-Met Player of the Year). Wystąpiła też w meczu gwiazd McDonald’s All-American, podczas którego zdobyła tytuł MVP, notując 16 punktów, 9 zbiórek i 6 asyst. Wzięła też udział w meczu gwiazd WBCA H.S. All-America (9 punktów, 5 zbiórek).
9 sierpnia 2018 została zawodniczką CCC Polkowice.
7 lutego 2019 przedłużyła umowę z zespołem Connecticut Sun. 12 grudnia zawarła umowę z PolskąStrefąInwestycji Eneą Gorzów Wielkopolski.
16 stycznia 2023 dołączyła do Los Angeles Sparks w wyniku transferu.

## Osiągnięcia
Stan na 11 czerwca 2023, na podstawie, o ile nie zaznaczono inaczej.

### NCAA
- Uczestniczka rozgrywek:
  - Elite 8 turnieju NCAA (2010, 2011)
  - Sweet 16 turnieju NCAA (2008, 2010, 2011)
  - turnieju NCAA (2008–2011)
- Mistrzyni:
  - turnieju konferencji Atlantic Coast (ACC – 2010, 2011)
  - sezonu regularnego konferencji ACC (2010, 2011)
- Zawodniczka roku ACC (2011 według Full Court Press)
- MVP turnieju ACC (2010, 2011)
- Zaliczona do:
  - I składu:
    - ACC (2011)
    - defensywnego ACC (2011)
    - All-ACC Academic Team (2009, 2011)
    - turnieju:
      - ACC (2010, 2011)
      - Women of Troy Classic (2009)
      - Memphis Regional (2010)

  - II składu All-America (2011 przez Associated Press, Full Court Press, Lowe’s Senior Class)
  - III składu All-America (2010 przez USBWA, Associated Press)
  - Capital One Academic All-America (2011)
  - składu honorable mention najlepszych pierwszorocznych zawodniczek ACC (2008)

### WNBA
- Wicemistrzyni WNBA (2013, 2019)
- Finalistka pucharu WNBA Commissioner’s Cup (2021)[9]
- Zaliczona do:
  - I składu defensywnego WNBA (2017, 2018, 2019[10])
  - II składu defensywnego WNBA (2016, 2021)[11]
- Uczestniczka meczu gwiazd WNBA (2017)

### Drużynowe
- Mistrzyni:
  - Turcji (2021)
  - Polski (2019)[12]
- Wicemistrzyni:
  - Turcji (2022)
  - Czech (2012)[13]
- Brąz mistrzostw Polski (2020)
- 3. miejsce w:
  - Eurolidze (2021)
  - EuroCup (2013)
- Zdobywczyni pucharu:
  - Polski (2019)[14]
  - Turcji (2022)
- Finalistka:
  - Superpucharu Polski (2022)[15]
  - Pucharu Czech (2012)[13]
- Uczestniczka Eurocup Final Four (2013, 2022)

### Indywidualne
(* – nagrody przyznane przez eurobasket.com)
- MVP finałów EBLK (2019)[16]
- Zaliczona do:
  - I składu:
    - najlepszych zawodniczek zagranicznych ligi czeskiej (2012)*[13]
    - kolejki EBLK (1 – 2022/2023)[17]

  - II składu ligi izraelskiej (2016)*[18]
  - składu honorable mention ligi tureckiej (2018)*[19]

### Reprezentacja
- Mistrzyni świata U–19 (2007)